# 漫步人生路 (鄧麗君歌曲)
《漫步人生路》，為台灣女歌手鄧麗君1983年粵語專輯《漫步人生路》的同名主打歌，是一首膾炙人口的粵語歌曲。

## 背景
《漫步人生路》屬勵志歌曲，原曲為日本創作歌手中島美雪在1980年推出的《擅长孤独》。1983年，寶麗金唱片相中此曲，計畫改編成粵語歌並交由鄧麗君演唱，這是鄧麗君首次灌錄中島美雪的作品。寶麗金請來香港詞人鄭國江填詞，這是他和鄧麗君唯一的合作。當時寶麗金對於旗下歌手所錄製的新歌保密到家，沒有告知鄭國江主唱者的身分，僅告訴他是一位歌藝成熟的女歌手，並要求詞風要像徐小鳳的《漫漫前路》那樣。鄭國江表示，兩首歌的最不同之處是《漫漫前路》按徐小鳳要求刻意不寫愛情，《漫步人生路》則加入了「牢不可破的愛情觀」。
歌曲成為香港無綫電視1983年《勁歌金曲》第二季的季選曲時，鄧麗君曾於節目上透露，此曲的製作費了不少周折，初次灌錄的版本由於沿襲原曲，音域低而且節奏快，使她唱得不太順暢，要在日本重新製作；受委托的編曲人渡邊茂樹是鄧麗君1982年香港伊利沙伯體育館演唱會的音樂總監（負責鍵琴、指揮和編曲）。

## 反響
歌曲曾登上香港電台「中文金曲龍虎榜」的周冠軍，以及成為勁歌金曲季選得獎曲。及後獲其他歌手翻唱的次數（連現場演繹）已無法計算，但見於專輯的可考紀錄至少是35次，成為中島美雪的華語翻唱歌曲中「最受歡迎」的。2010年，鄧麗君文教基金會、POP Radio聯合亞洲及廿多家電台舉行「鄧麗君最愛歌曲網絡票選」，總票數2000萬，《漫步人生路》排行第10，得24萬票，是當中最高票數的粵語歌。2011年，廣東電視台珠江頻道與廣東電台音樂之聲舉辦「麥王爭霸－30年30曲粵語金曲評選」，供大眾投票，此曲獲選其中。